# Лос-Олівос (Каліфорнія)
Лос-Олівос (англ. Los Olivos) — переписна місцевість (CDP) в США, в окрузі Санта-Барбара штату Каліфорнія. Населення — 1202 особи (2020).

## Географія
Лос-Олівос розташований за координатами 34°39′50″ пн. ш. 120°7′3″ зх. д. / 34.66389° пн. ш. 120.11750° зх. д. (34.663938, -120.117473).  За даними Бюро перепису населення США в 2010 році переписна місцевість мала площу 6,37 км², з яких 6,37 км² — суходіл та 0,00 км² — водойми.

## Демографія
Згідно з переписом 2010 року, у переписній місцевості мешкали 1132 особи в 460 домогосподарствах у складі 327 родин. Густота населення становила 178 осіб/км².  Було 509 помешкань (80/км²).
Расовий склад населення:
| - 92,7 % — білих - 1,1 % — азіатів - 0,4 % — вихідців з тихоокеанських островів - 0,4 % — корінних американців - 0,1 % — чорних або афроамериканців - 3,5 % — осіб інших рас |

До двох чи більше рас належало 1,9 %. Частка іспаномовних становила 11,0 % від усіх жителів.
За віковим діапазоном населення розподілялося таким чином: 21,8 % — особи молодші 18 років, 62,8 % — особи у віці 18—64 років, 15,4 % — особи у віці 65 років та старші. Медіана віку мешканця становила 48,0 року. На 100 осіб жіночої статі у переписній місцевості припадало 97,9 чоловіків;  на 100 жінок у віці від 18 років та старших — 92,0 чоловіків також старших 18 років.
Середній дохід на одне домашнє господарство  становив 134 705 доларів США (медіана — 89 605), а середній дохід на одну сім'ю — 176 287 доларів (медіана — 129 583). За межею бідності перебувало 1,3 % осіб, у тому числі 0,0 % дітей у віці до 18 років та 0,0 % осіб у віці 65 років та старших.
Цивільне працевлаштоване населення становило 576 осіб. Основні галузі зайнятості: освіта, охорона здоров'я та соціальна допомога — 27,8 %, будівництво — 11,8 %, науковці, спеціалісти, менеджери — 11,6 %.